# Capasa lubricata
Capasa lubricata là một loài bướm đêm trong họ Geometridae.